# Vînarivka, Stavîșce
Vînarivka (în ucraineană Винарівка) este localitatea de reședință a comunei Vînarivka din raionul Stavîșce, regiunea Kiev, Ucraina.

## Demografie
Componența lingvistică a localității Vînarivka
     Ucraineană (96,81%)
     Rusă (1,73%)
     Alte limbi (1,33%)
Conform recensământului din 2001, majoritatea populației localității Vînarivka era vorbitoare de ucraineană (96,81%), existând în minoritate și vorbitori de rusă (1,73%).